# Ligowiec (przystanek kolejowy)
Ligowiec – przystanek kolejowy w Ligowcu, w województwie wielkopolskim, w Polsce. Przystanek położony jest na linii Poznań-Toruń.

## Ruch pasażerski
| Rok  | Wymiana pasażerska na dobę |
| ---- | -------------------------- |
| 2017 | 200-299                    |
| 2022 | 200-299                    |